# Arthur Maude
Arthur Maude, il cui nome completo era Arthur John Maude (Pontefract, 23 luglio 1880 – Paddington, 9 gennaio 1950), è stato un attore, regista e sceneggiatore inglese.

## Filmografia

### Attore
- The Midianitish Woman, regia di J. Farrell MacDonald - cortometraggio (1913)
- Pelleas and Melisande, regia di J. Farrell MacDonald - cortometraggio (1913)
- Francesca da Rimini, regia di Arthur Maude - cortometraggio (1913)
- Jephtah's Daughter, regia di Arthur Maude - cortometraggio (1913)
- The Shadow of Nazareth, regia di Arthur Maude - cortometraggio (1913)
- Pagliacci, regia di Arthur Maude - cortometraggio (1913)
- A Florentine Tragedy, regia di J. Farrell MacDonald - cortometraggio (1913)
- The Bride of Lammermoor - cortometraggio (1914)
- Mary Magdalene - cortometraggio (1914)
- Jess, regia di Arthur Maude[1] - mediometraggio (1914)
- Elsie Venner, regia di J. Farrell MacDonald - cortometraggio (1914)
- Charlotte Corday, regia di Arthur Maude[2] (1914)
- Thaïs, regia di Arthur Maude e Constance Crawley - mediometraggio (1914)
- The Master of the House, regia di Richard Stanton - cortometraggio (1914)
- The Second Mrs. Tanqueray
- The Fatal Night
- A Political Feud, regia di Richard Stanton - cortometraggio (1914)
- Two-Gun Hicks
- The Old Fisherman's Story
- The Face on the Ceiling, regia di Walter Edwards - cortometraggio (1914)
- The Volunteer Parson
- The Virgin of the Rocks
- Everyman, regia di Arthur Maude - cortometraggio (1914)
- The Devil, regia di Reginald Barker e Thomas H. Ince (1915)
- The Cup of Life, regia di Thomas H. Ince e Raymond B. West (1915)
- The Power of the Street, regia di Walter Edwards - cortometraggio (1915)
- The Shadowgraph Message, regia di Walter Edwards - cortometraggio (1915)
- The Reward, regia di Reginald Barker - mediometraggio (1915)
- The Sea Ghost, regia di Richard Stanton - cortometraggio (1915)
- The Wraith of Haddon Towers, regia di Arthur Maude - cortometraggio (1916)
- Lord Loveland Discovers America, regia di Arthur Maude (1916)
- I tre moschettieri (The Three Musketeers), regia di Charles Swickard (1916)
- Powder, regia di Arthur Maude (1916)
- Embers, regia di Arthur Maude (1916)
- Revelation, regia di Arthur Maude (1916)
- Borrowed Plumage, regia di Raymond B. West (1917)
- The Blinding Trail, regia di Paul Powell (1919)
- The Microbe, regia di Henry Otto (1919)
- The Thirteenth Commandment, regia di Robert G. Vignola  (1920)
- The Man from Beyond, regia di Burton L. King (1922)
- The Flag: A Story Inspired by the Tradition of Betsy Ross regia di Arthur Maude - cortometraggio (1927)

### Regista
- Francesca da Rimini - cortometraggio (1913)
- The Shadow of Nazareth - cortometraggio (1913)
- Jess[1] - mediometraggio (1914)
- Charlotte Corday (1914)[2]
- Thaïs, regia di Arthur Maude e Constance Crawley - mediometraggio (1914)
- Everyman - cortometraggio (1914)
- The Wraith of Haddon Towers - cortometraggio (1916)
- Lord Loveland Discovers America (1916)
- Powder (1916)
- Embers (1916)
- Revelation (1916)
- The Courtesan (1916)
- The Flag: A Story Inspired by the Tradition of Betsy Ross - cortometraggio (1927)

### Sceneggiatore
- Jess, regia di Arthur Maude[1] - mediometraggio (1914)
- Thaïs, regia di Constance Crawley - mediometraggio (1914)
- Hatton of Headquarters, regia di Donald MacDonald - cortometraggio (1917)
- A Message from Mars, regia di Maxwell Karger (1921)
- The Flag: A Story Inspired by the Tradition of Betsy Ross regia di Arthur Maude - cortometraggio (1927)